# Eres
"Eres" je pjesma kolumbijske pjevačice Shakire. Objavljena je 12. svibnja 1993. godine kao treći singl s njenog albuma Peligro. Pjesma je objavljena kao CD singl u Kolumbiji, nije objavljen kao međunarodni singl, zato se nije plasirala na ljestvicama. Pjesmu je izvela 1993. godine na "Festival de Viña".